# Europacup I 1979/80
De 25ste editie van de Europacup I werd gewonnen door de titelverdediger Nottingham Forest in de finale tegen het Duitse Hamburger SV. Forest werd slechts eenmaal landskampioen en is dus de enige club in Europa die de Europacup I vaker gewonnen heeft dan de landstitel.

## Voorronde
| Team #1    | Tot.  | Team #2     | 1ste wed | 2de wed |
| ---------- | ----- | ----------- | -------- | ------- |
| Dundalk FC | 3 - 1 | Linfield FC | 1 - 1    | 2 - 0   |

## Eerste ronde
| Team #1               | Tot.   | Team #2          | 1ste wed | 2de wed |
| --------------------- | ------ | ---------------- | -------- | ------- |
| Nottingham Forest     | 3 - 1  | Östers IF        | 2 - 0    | 1 - 1   |
| FC Argeş Piteşti      | 3 - 2  | AEK Athene       | 3 - 0    | 0 - 2   |
| BFC Dynamo Berlin     | 4 - 1  | Ruch Chorzów     | 4 - 1    | 0 - 0   |
| Servette Genève       | 4 - 2  | KSK Beveren      | 3 - 1    | 1 - 1   |
| Újpest Dósza SC       | 3 - 4  | ASVS Dukla Praag | 3 - 2    | 0 - 2   |
| IK Start Kristiansand | 1 - 6  | RC Strasbourg    | 1 - 2    | 0 - 4   |
| HJK Helsinki          | 2 - 16 | Ajax Amsterdam   | 1 - 8    | 1 - 8   |
| Red Boys Differdange  | 3 - 7  | Omonia Nicosia   | 2 - 1    | 1 - 6   |
| Partizan Tirana       | 2 - 4  | Celtic FC        | 1 - 0    | 1 - 4   |
| Dundalk FC            | 2 - 1  | Hibernians FC    | 2 - 0    | 0 - 1   |
| FC Porto              | 1 - 0  | AC Milan         | 0 - 0    | 1 - 0   |
| Levski-Spartak        | 0 - 3  | Real Madrid      | 0 - 1    | 0 - 2   |
| Valur Reykjavík       | 1 - 5  | Hamburger SV     | 0 - 3    | 1 - 2   |
| Liverpool FC          | 2 - 4  | Dinamo Tbilisi   | 2 - 1    | 0 - 3   |
| Vejle BK              | 4 - 3  | FK Austria Wien  | 3 - 2    | 1 - 1   |
| Hajduk Split          | 2 - 0  | Trabzonspor      | 1 - 0    | 1 - 0   |

## Tweede ronde
| Team #1           | Tot.             | Team #2          | 1ste wed | 2de wed      |
| ----------------- | ---------------- | ---------------- | -------- | ------------ |
| Nottingham Forest | 4 - 1            | FC Argeş Piteşti | 2 - 0    | 2 - 1        |
| BFC Dynamo Berlin | 4 - 3            | Servette Genève  | 2 - 1    | 2 - 2        |
| ASVS Dukla Praag  | 1 - 2            | RC Strasbourg    | 1 - 0    | 0 - 2 (n.v.) |
| Ajax Amsterdam    | 10 - 4           | Omonia Nicosia   | 10 - 0   | 0 - 4        |
| Celtic FC         | 3 - 2            | Dundalk FC       | 3 - 2    | 0 - 0        |
| FC Porto          | 2 - 2 (uitgoals) | Real Madrid      | 2 - 1    | 0 - 1        |
| Hamburger SV      | 6 - 3            | Dinamo Tbilisi   | 3 - 1    | 3 - 2        |
| Vejle BK          | 2 - 4            | Hajduk Split     | 0 - 3    | 2 - 1        |

## Kwartfinale
| Team #1           | Tot.      | Team #2           | 1ste wed | 2de wed |
| ----------------- | --------- | ----------------- | -------- | ------- |
| Nottingham Forest | 3 - 2     | BFC Dynamo Berlin | 0 - 1    | 3 - 1   |
| RC Strasbourg     | 0 - 4     | Ajax Amsterdam    | 0 - 0    | 0 - 4   |
| Celtic FC         | 2 - 3     | Real Madrid       | 2 - 0    | 0 - 3   |
| Hamburger SV      | 3 (u) - 3 | Hajduk Split      | 1 - 0    | 2 - 3   |

## Halve finale
| Team #1           | Tot.  | Team #2        | 1ste wed | 2de wed |
| ----------------- | ----- | -------------- | -------- | ------- |
| Nottingham Forest | 2 - 1 | Ajax Amsterdam | 2 - 0    | 0 - 1   |
| Real Madrid       | 3 - 5 | Hamburger SV   | 2 - 0    | 1 - 5   |

## Finale
| Team #1           | Res.  | Team #2      |
| ----------------- | ----- | ------------ |
| Nottingham Forest | 1 - 0 | Hamburger SV |

Estadio Santiago Bernabéu, Madrid
28 mei 1980

Attendance: 51 000 toeschouwers

Referee: António Garrido (Portugal)

Scorers: 21' John Neilson Robertson 1-0
Nottingham (trainer Brian Clough):

Peter Shilton; Viv Anderson, Frank Gray (sub 84' Gunn), Larry Lloyd, Kenny Burns, Frank Clark; Martin O'Neill, McGovern (c), Ian Bowyer, Mills (sub 68' O'Hare), John Neilson Robertson; Garry Birtles
Hamburg (trainer Branko Zebec):

Rudi Kargus; Manfred Kaltz, Peter Nogly (c), Ivan Buljan, Ditmar Jakobs; Holger Hieronymus (sub 46' Horst Hrubesch), Felix Magath, Caspar Memering; Kevin Keegan, Willi Reimann, Jürgen Milewski

## Kampioen
| Europacup I – Seizoen 1979/80 |
| ----------------------------- |
| Nottingham Forest 2de titel   |